# Вулиця Шевченка (Хмельницький)
Ву́лиця Шевче́нка в місті Хмельницькому розташована у центральній частині міста, пролягає від вулиці Свободи до вулиці Трудової (район залізничного вокзалу).

## Історія
Прокладена згідно з планом забудови міста від 1888 року, перша назва — Велика Вокзальна.
У 1919 році перейменована на честь Тараса Шевченка. Від початку свого заснування вулиця мала вигляд бульвару.
В 1959 році поблизу перехрестя зі Старокостянтинівським шосе був установлений пам'ятник Тарасу Шевченку, але під час реконструкції вулиці у 1981 році монумент та зелену смугу бульвару демонтовано.

## Пам'ятки архітектури, старовинні споруди
На вулиці Шевченка збереглися старі будівлі:
- колишнє єврейське училище початку XX століття (Шевченка, 1);
- житловий особняк 1907 року (Шевченка, 5);
- адміністративний корпус спиртоочисного складу Акцизного управління, 1905 рік; нині кондитерська фабрика (Шевченка, 69) та інші.

В одноповерховому будинку початку XX століття (Шевченка, 3) у роки Другої світової війни мешкав підпільник П. Вітанов, на квартирі якого у 1942—1943 роках проходили засідання комітету Проскурівської підпільної антифашистської організації. У 1995 році в цьому будинку відкрито музей історії Проскурівського підпілля.
Два квартали по обидва боки вулиці Шевченка, 46, займає Національна академія Державної прикордонної служби України імені Богдана Хмельницького. Серед споруд цього навчального закладу збереглися старі казарми, які були побудовані в 1936 році для потреб окремої танкової бригади. Від 1944 до 1958 року в них розміщалось Проскурівське танкове училище. У 1958 році училище перевели на Далекий Схід, а військове містечко перейшло у розпорядження 17-ї гвардійської мотострілецької дивізії. У 1970 році дивізію тимчасово перекинули до Угорщини, а на її базі було засновано Хмельницьке вище артилерійське командне училище. У 1992 році на базі артилерійського училища було створено інститут прикордонних військ України, який у 1995 році отримав статус академії.

## Галерея

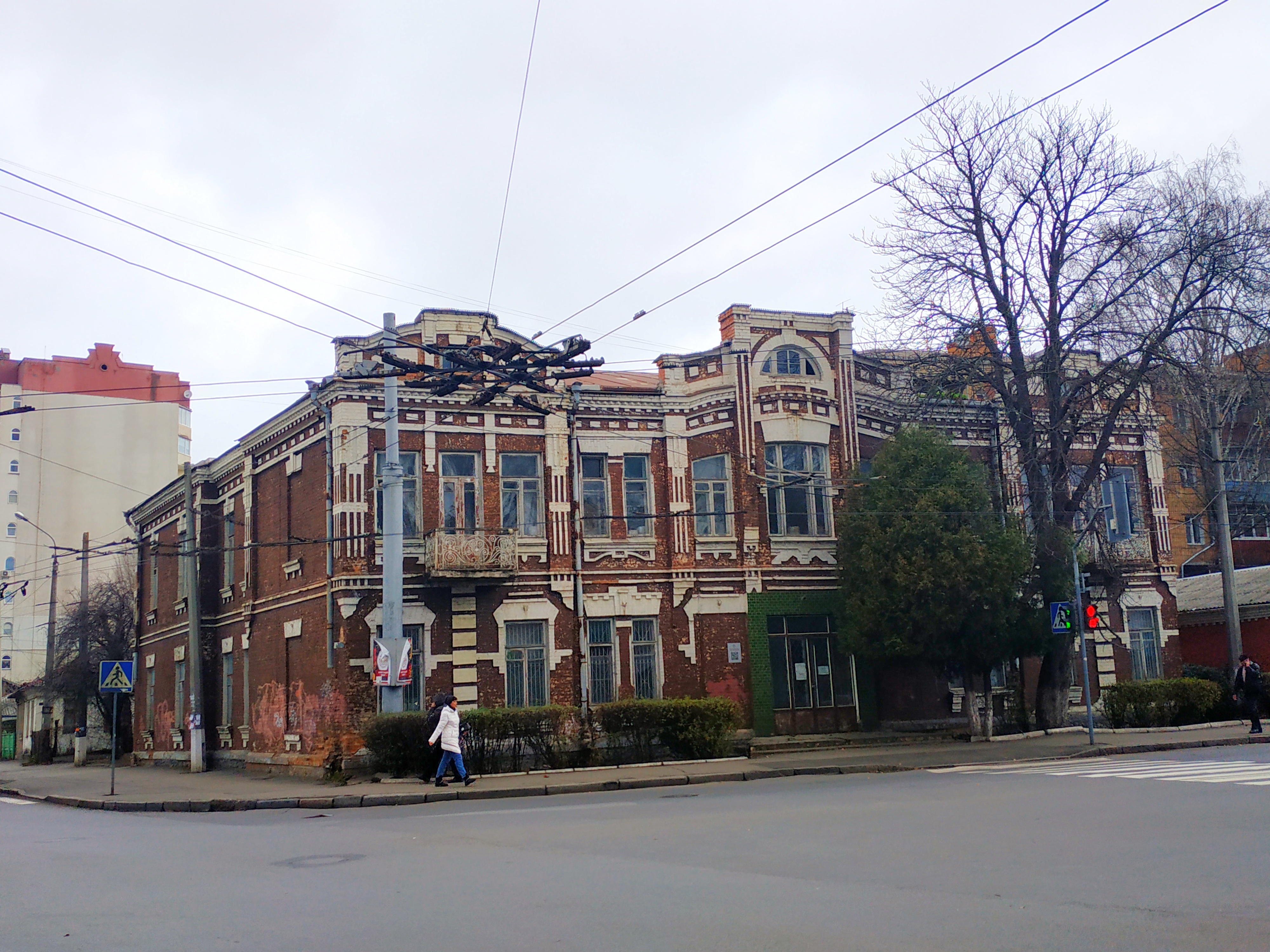
Колишній міський суд
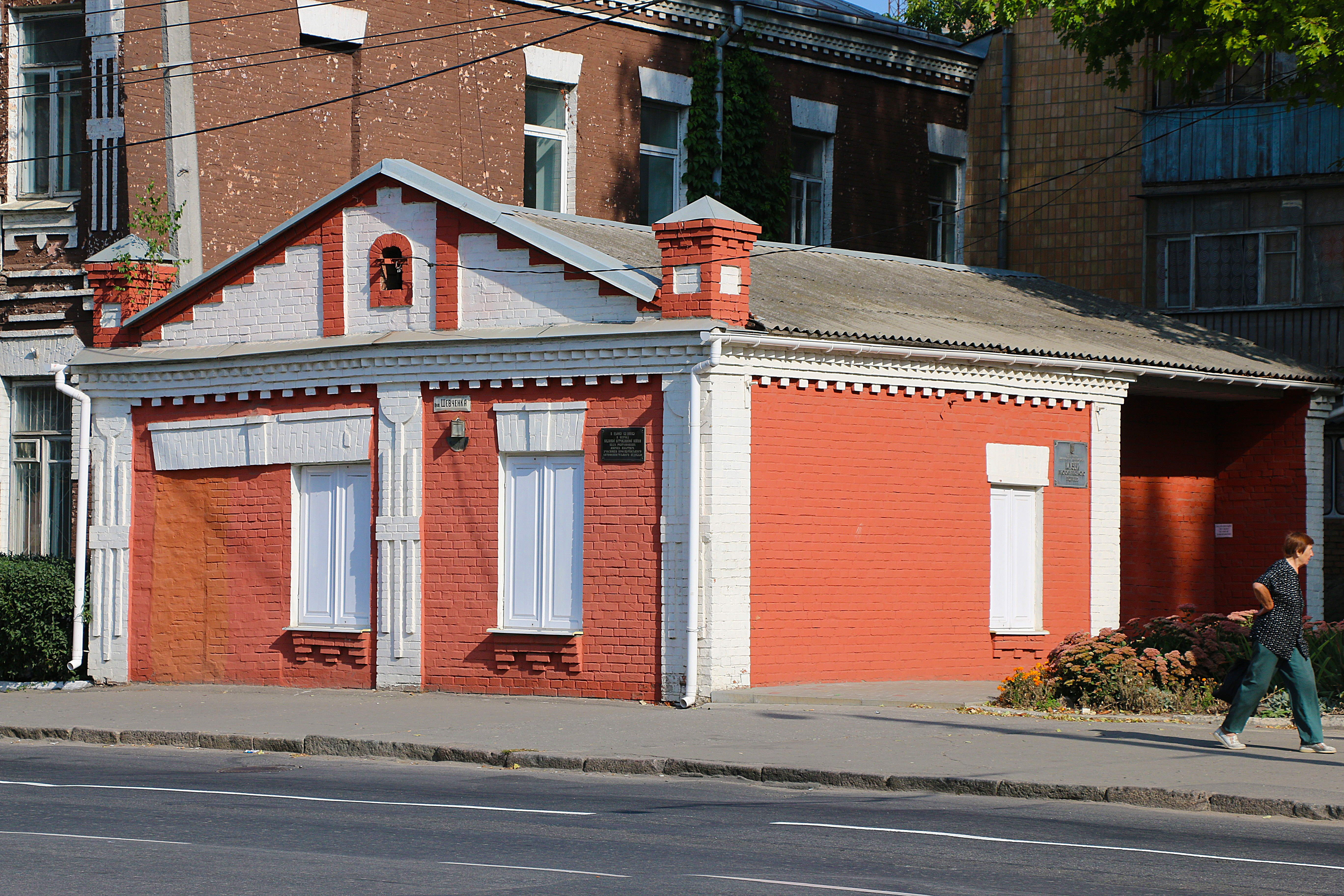
Шевченка, 3
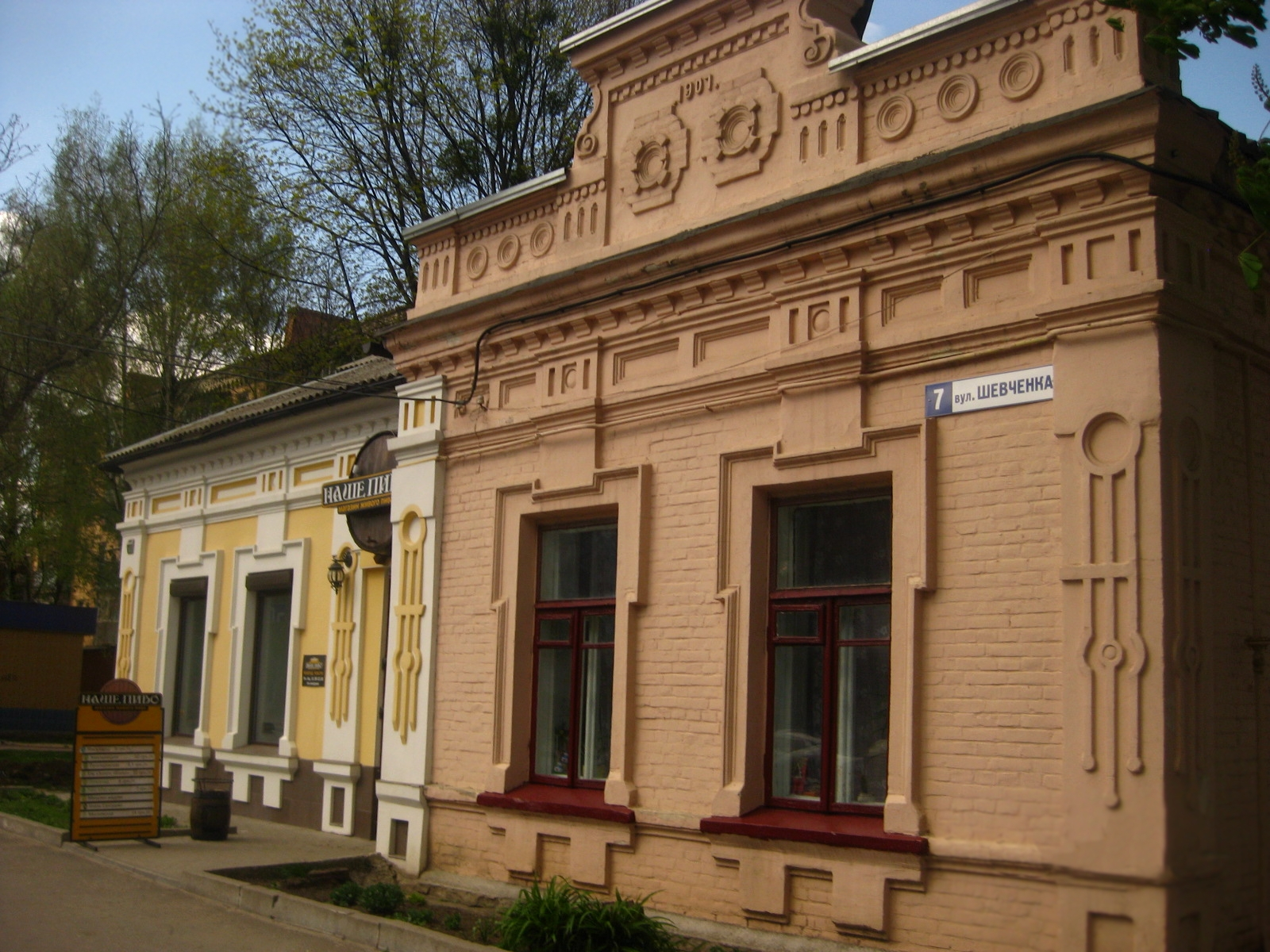
Старовинний будинок
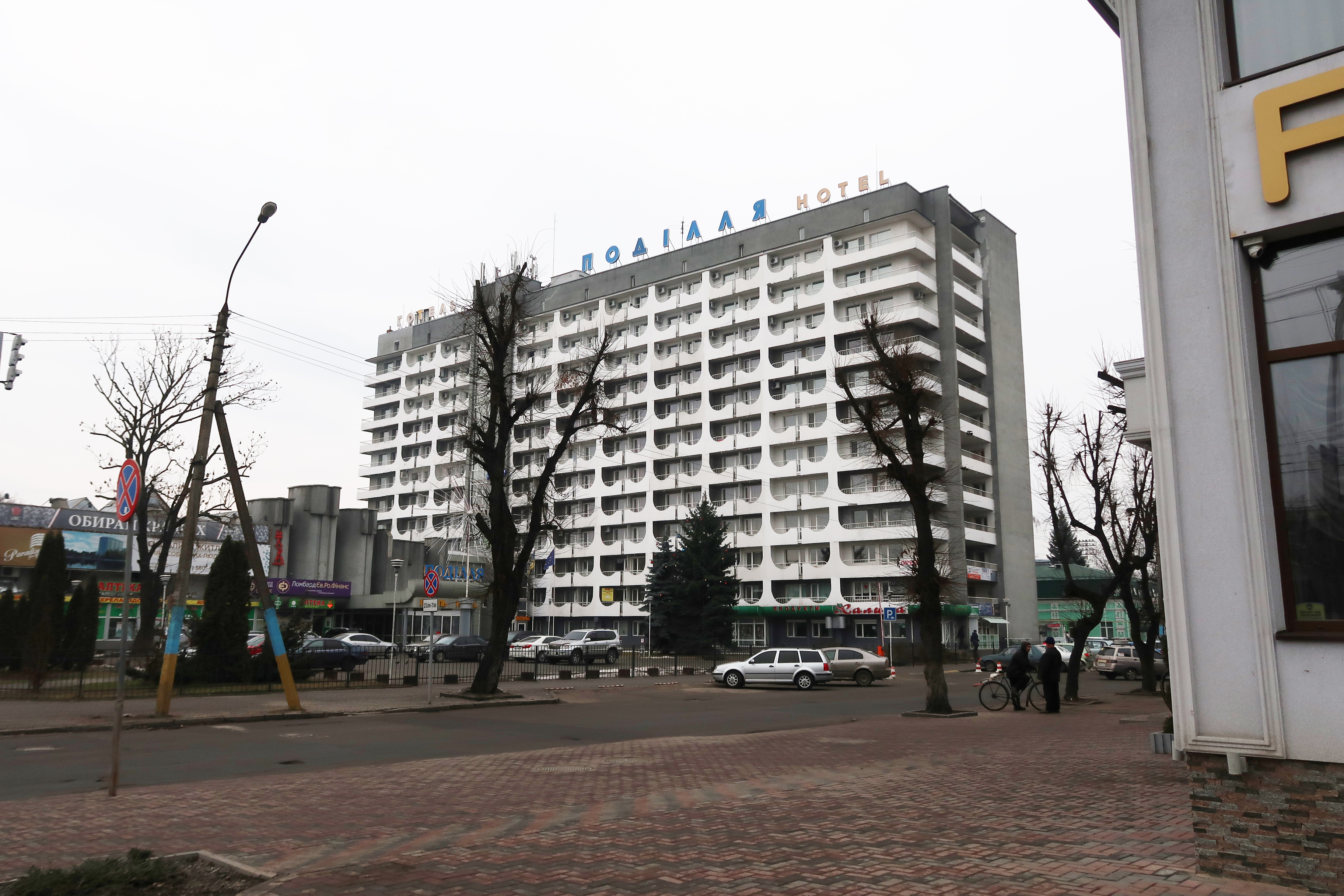
Готель Поділля
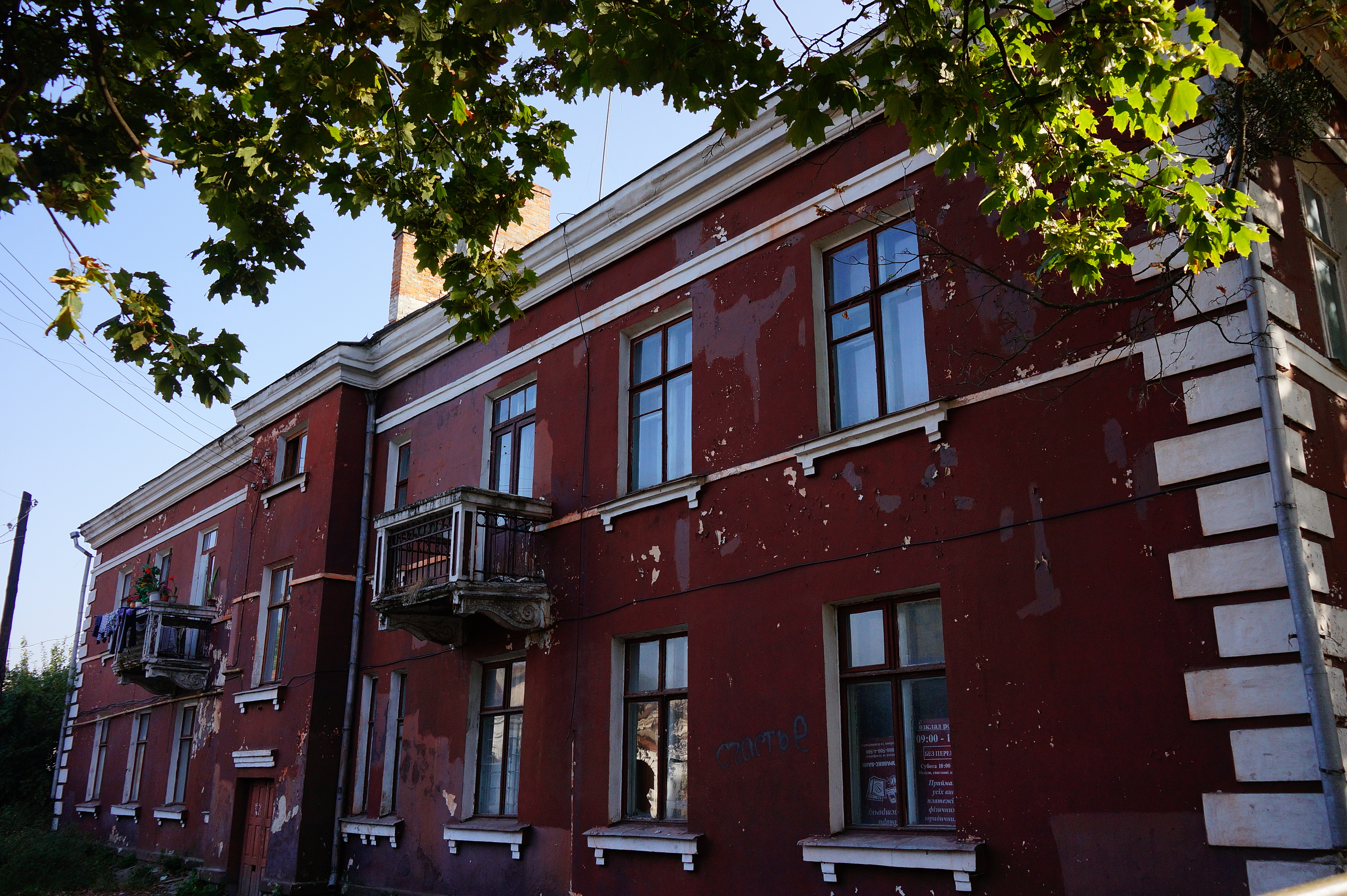
Шевченка, 33
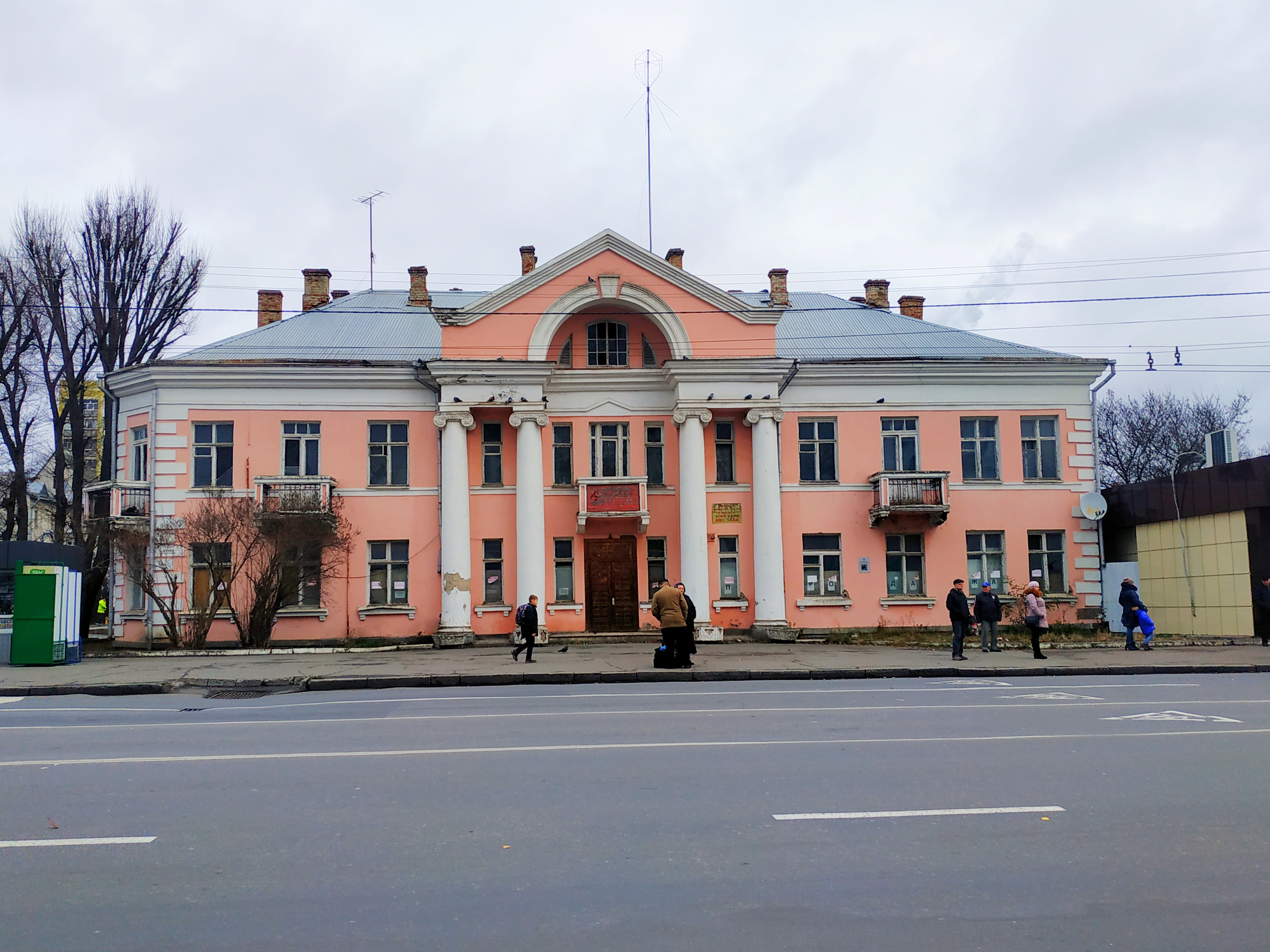
Шевченка, 33
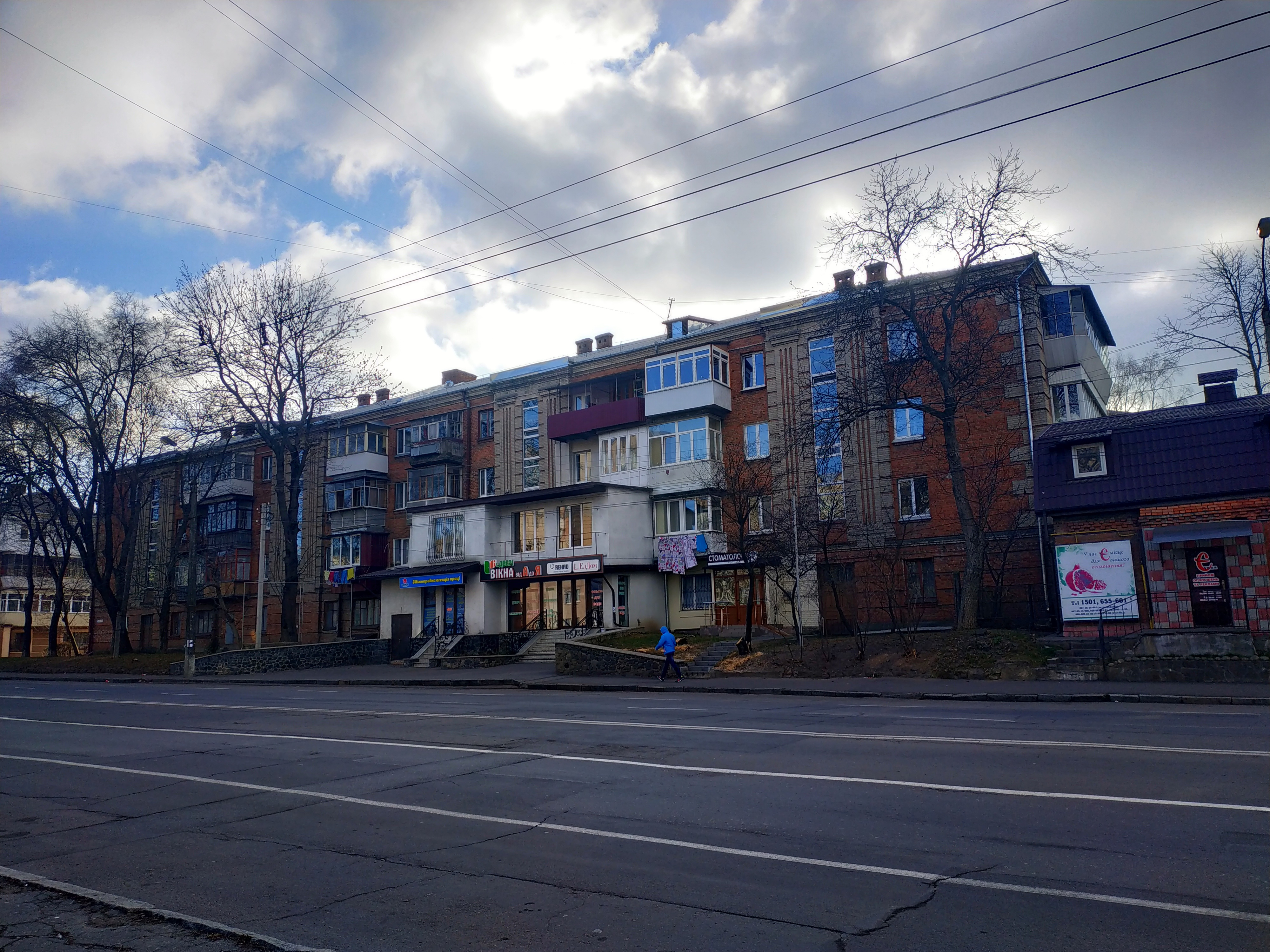
Будинок на вул. Шевченка, 40
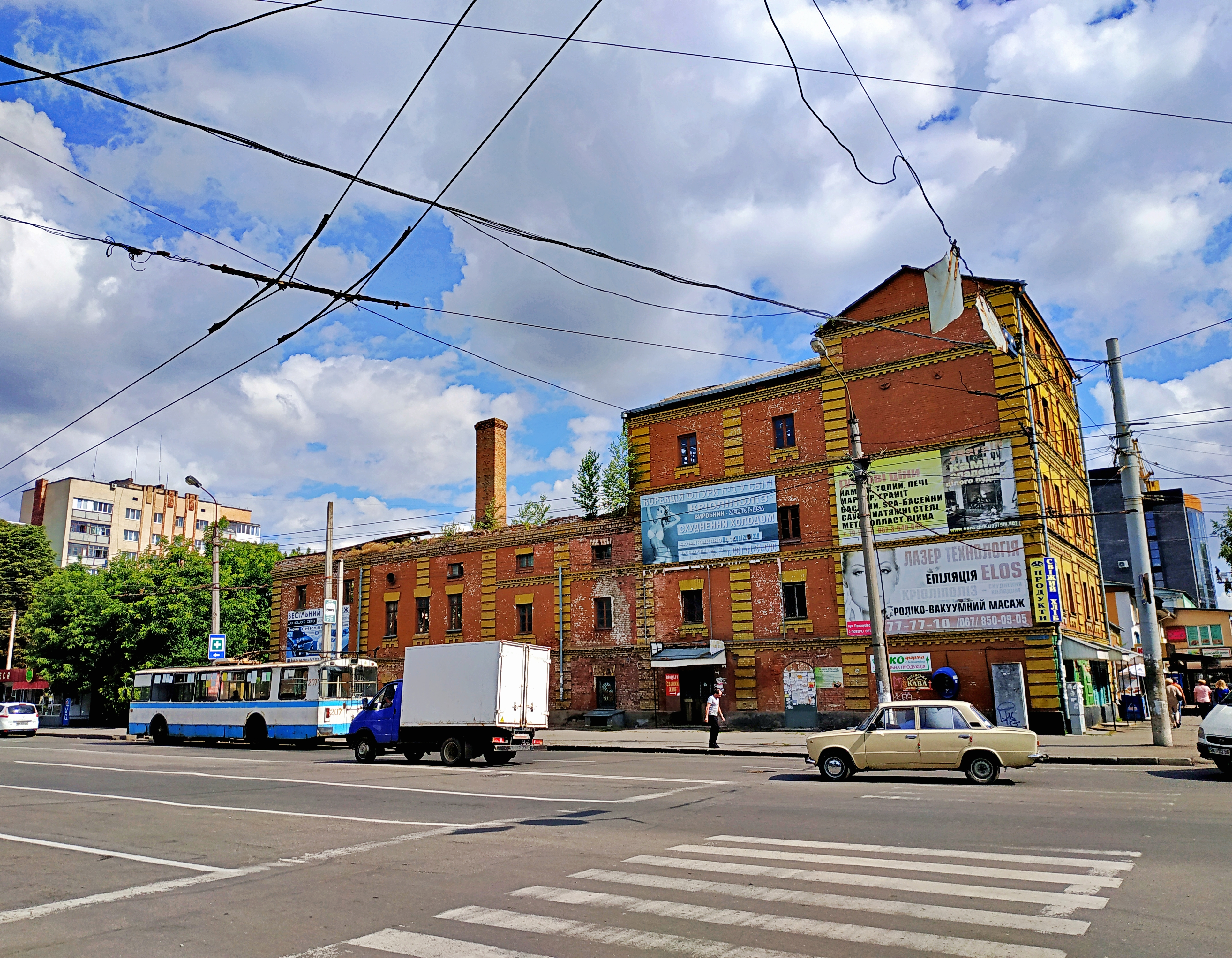
Будівля хлібозаводу на перехресті вулиці Шевченка і Старокостянтинівського шосе
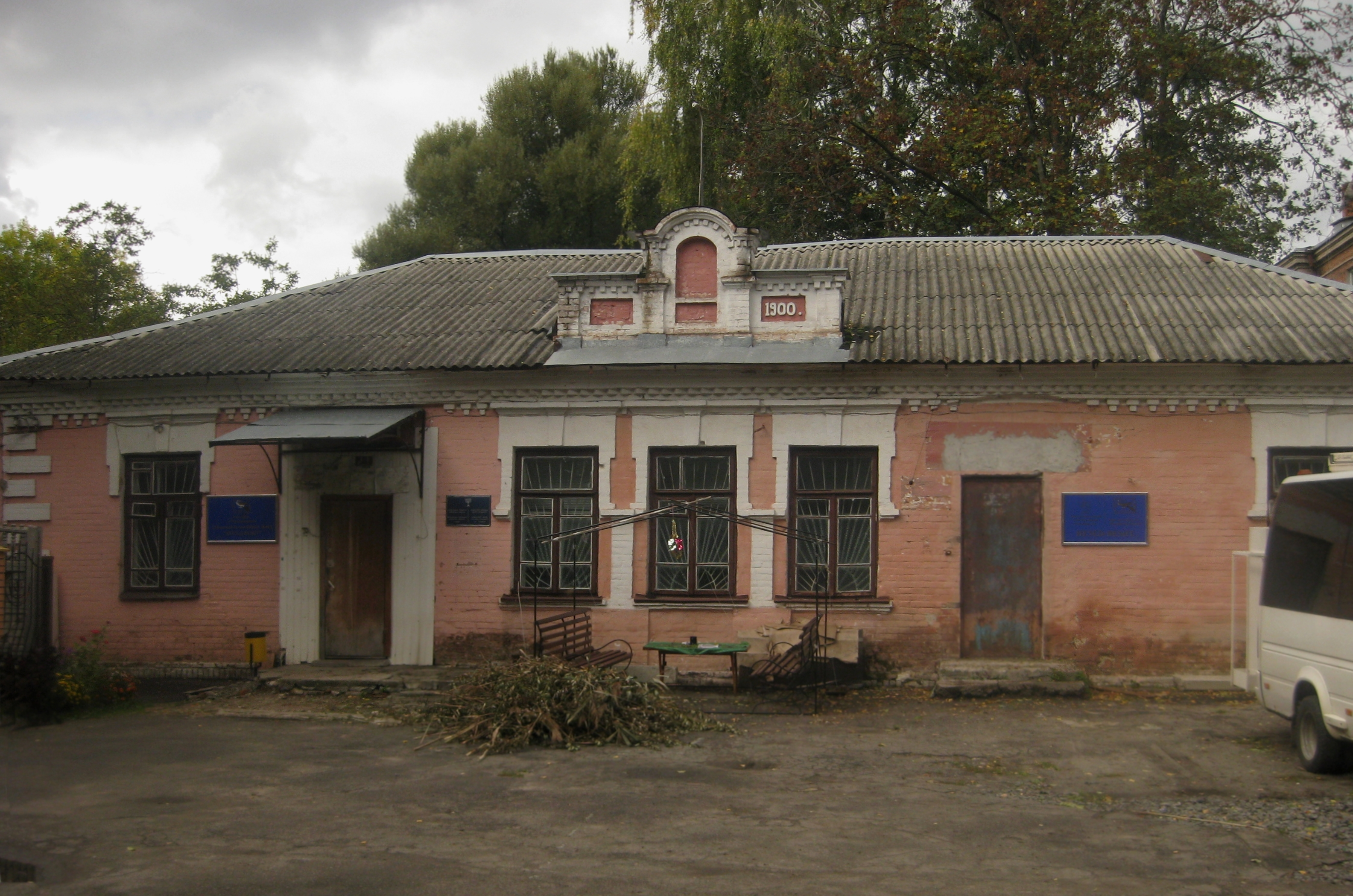
Шевченка 40/2
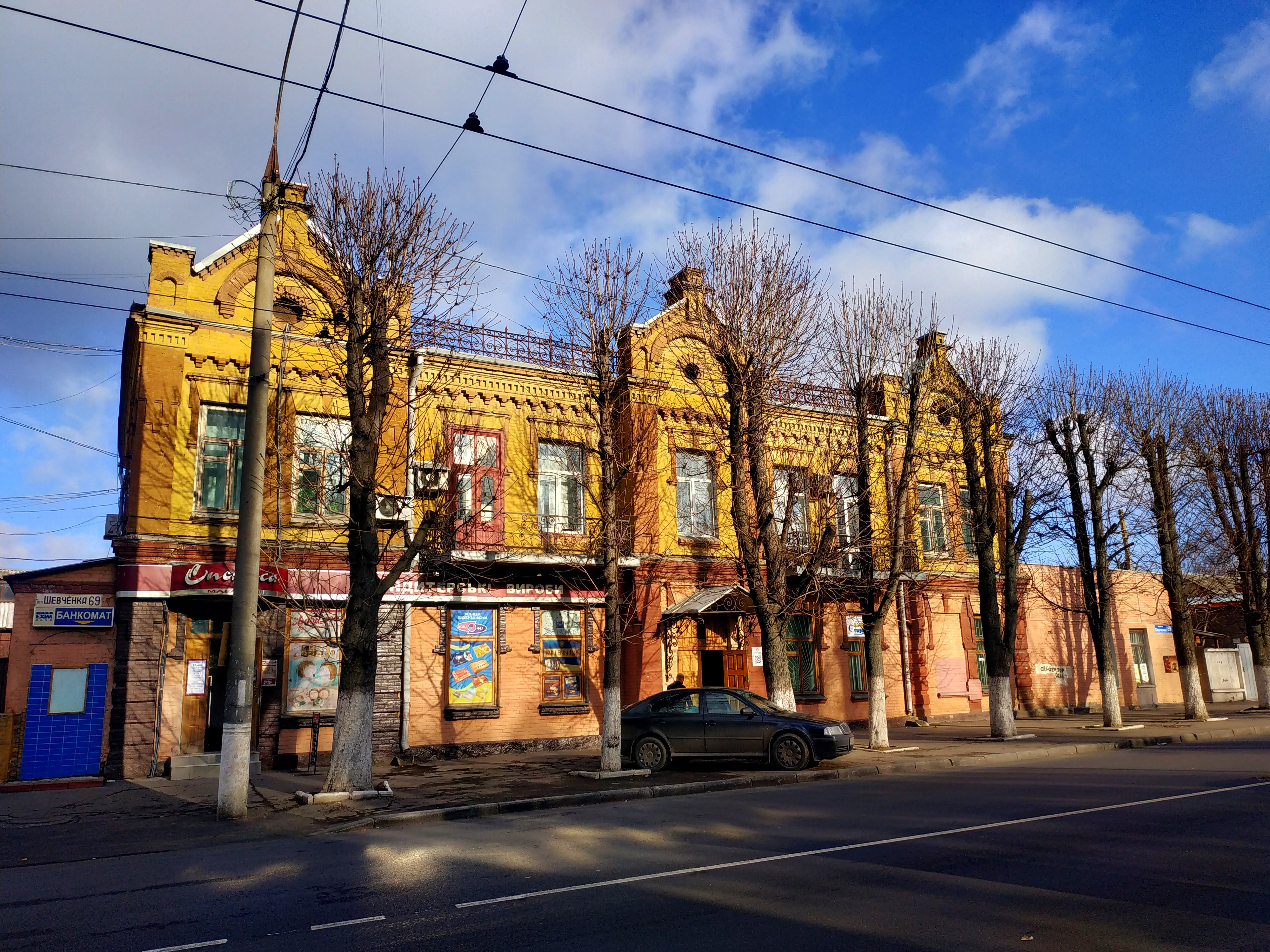
Шевченка, 69
Хмельницька кондитерська фабрика